# Misje dyplomatyczne Afganistanu

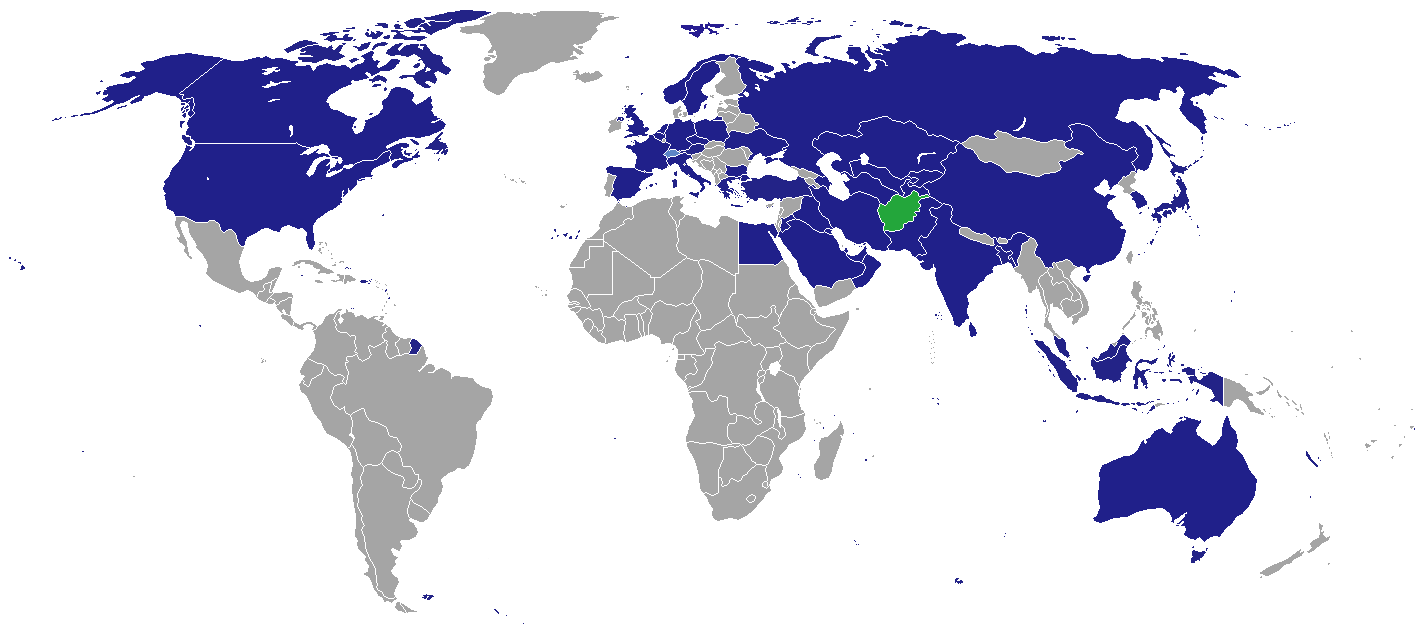
Kraje, w których Islamska Republika Afganistanu ma swoje przedstawicielstwa dyplomatyczne

Misje dyplomatyczne Afganistanu – przedstawicielstwa dyplomatyczne Islamskiej Republiki Afganistanu przy innych państwach i organizacjach międzynarodowych. Poniższa lista zawiera wykaz obecnych ambasad i konsulatów zawodowych. Nie uwzględniono konsulatów honorowych.

## Europa

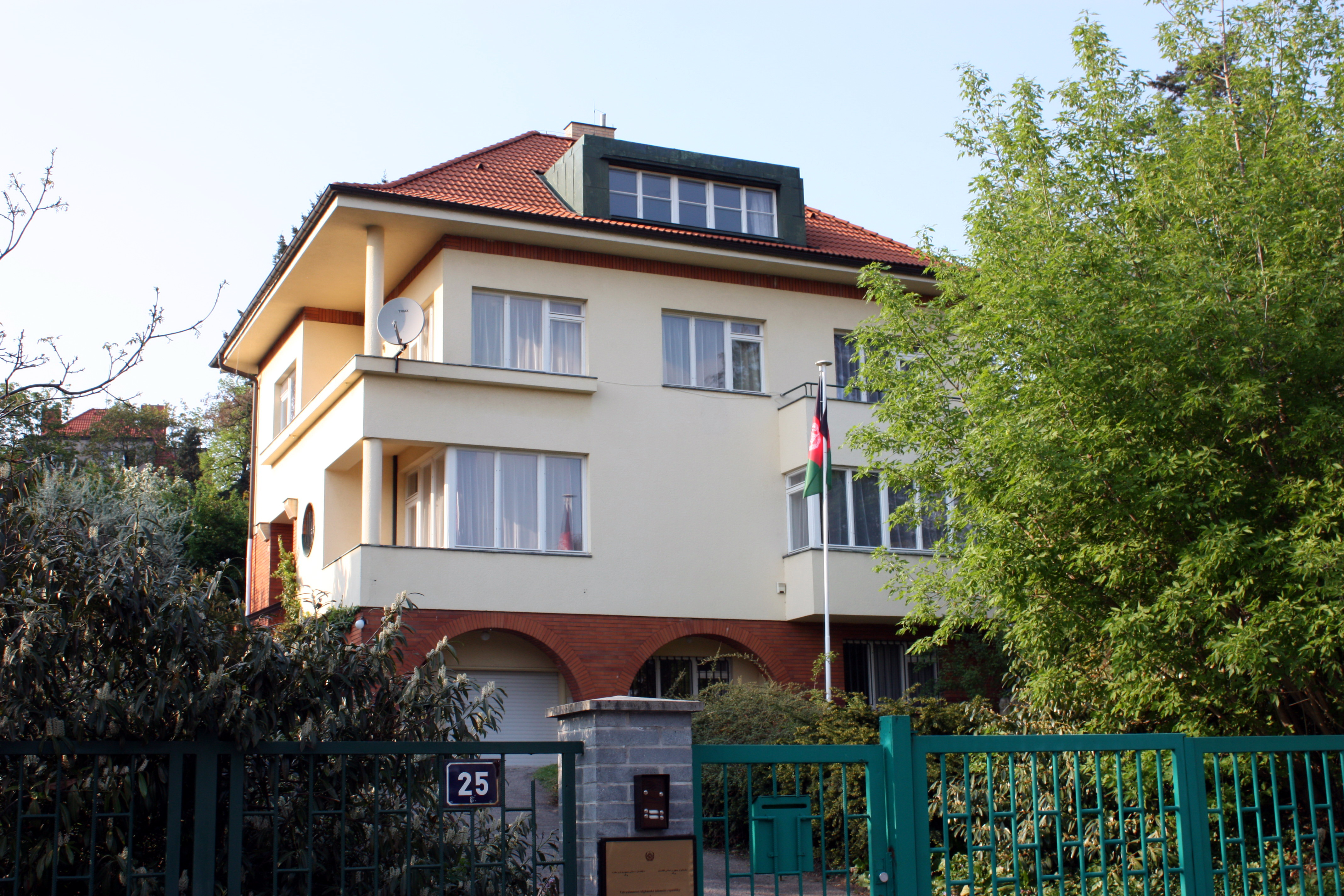
Ambasada Afganistanu w Pradze

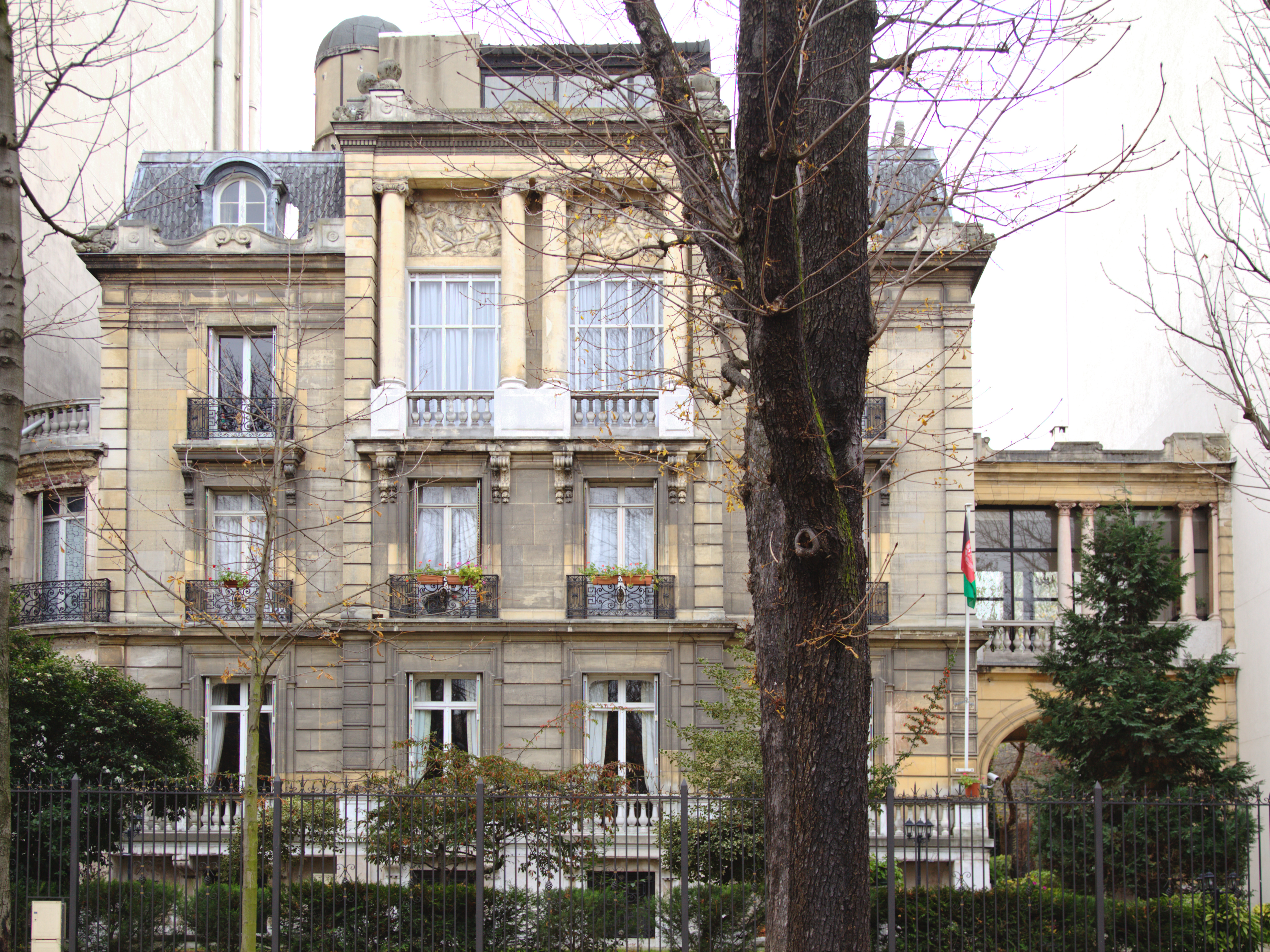
Ambasada Afganistanu w Paryżu

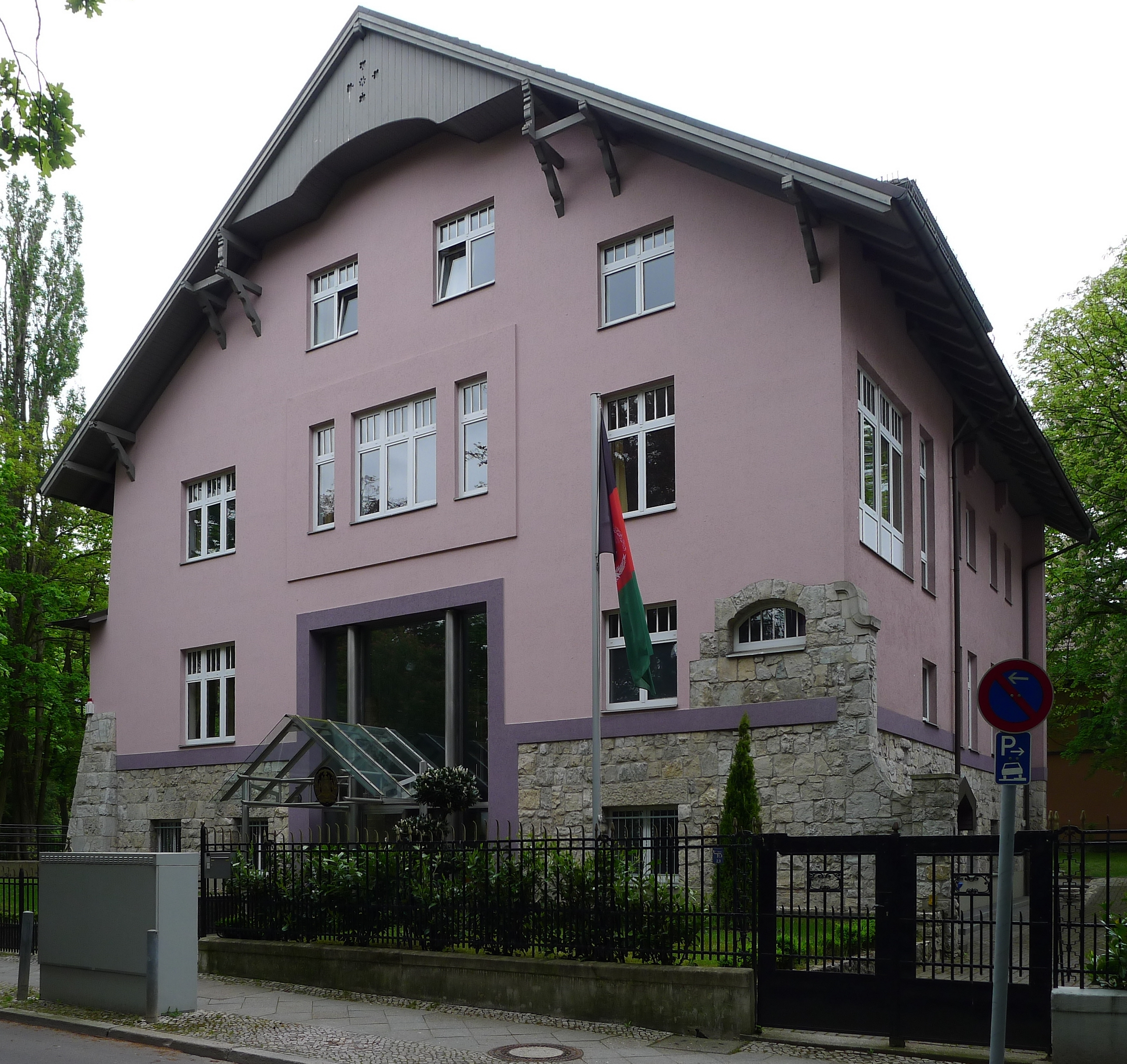
Ambasada Afganistanu w Berlinie

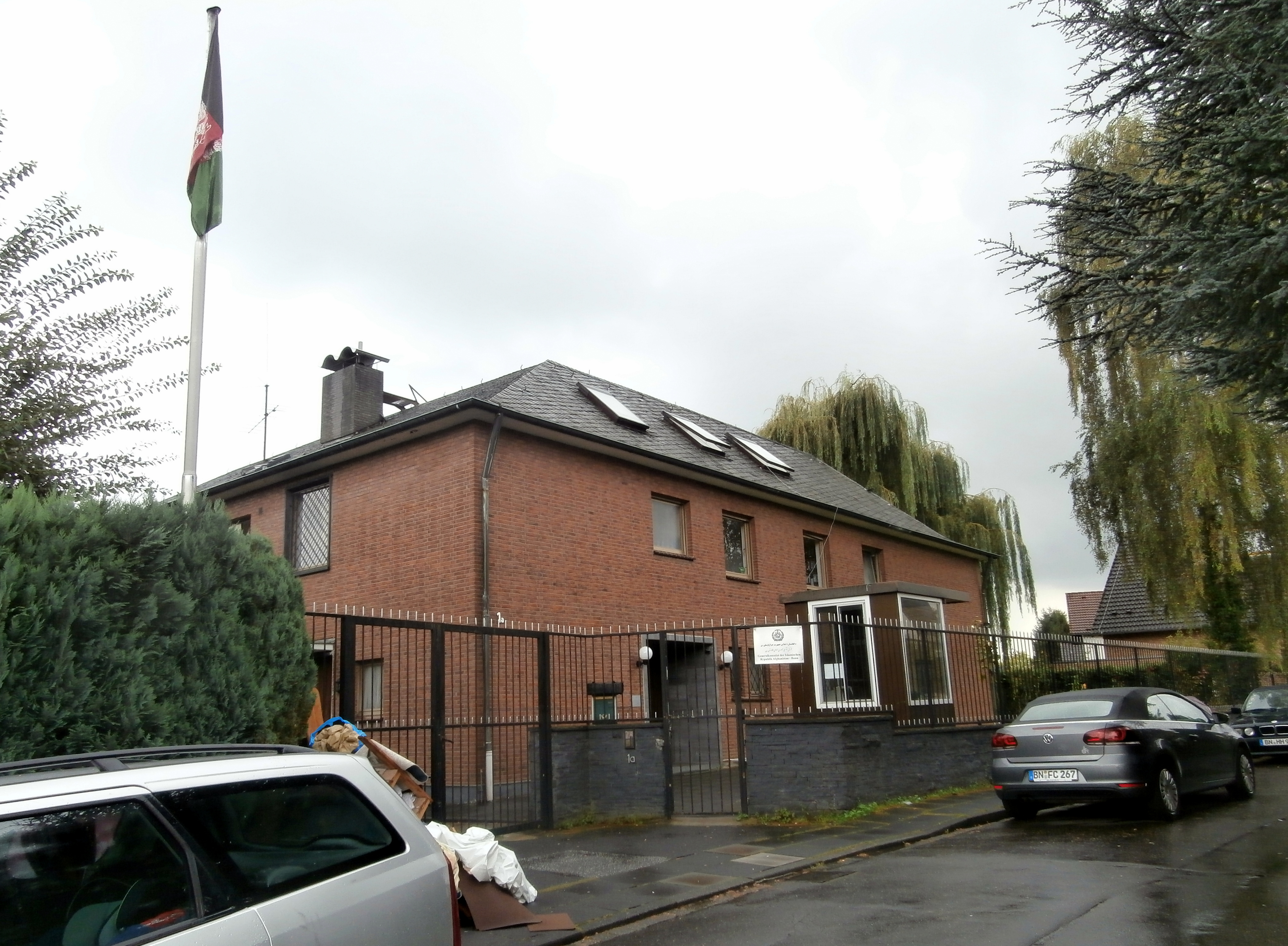
Konsulat Generalny Afganistanu w Bonn

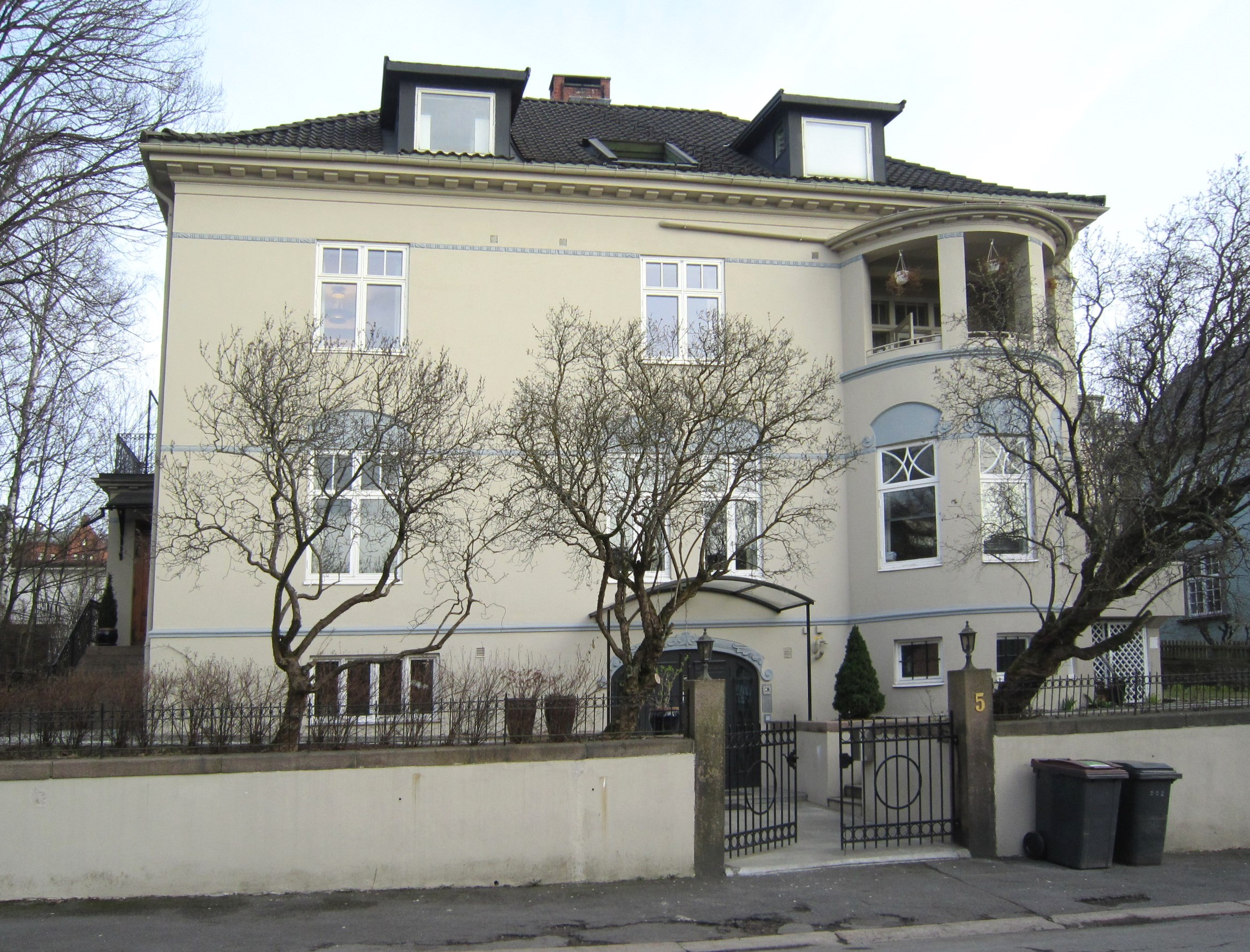
Ambasada Afganistanu w Oslo

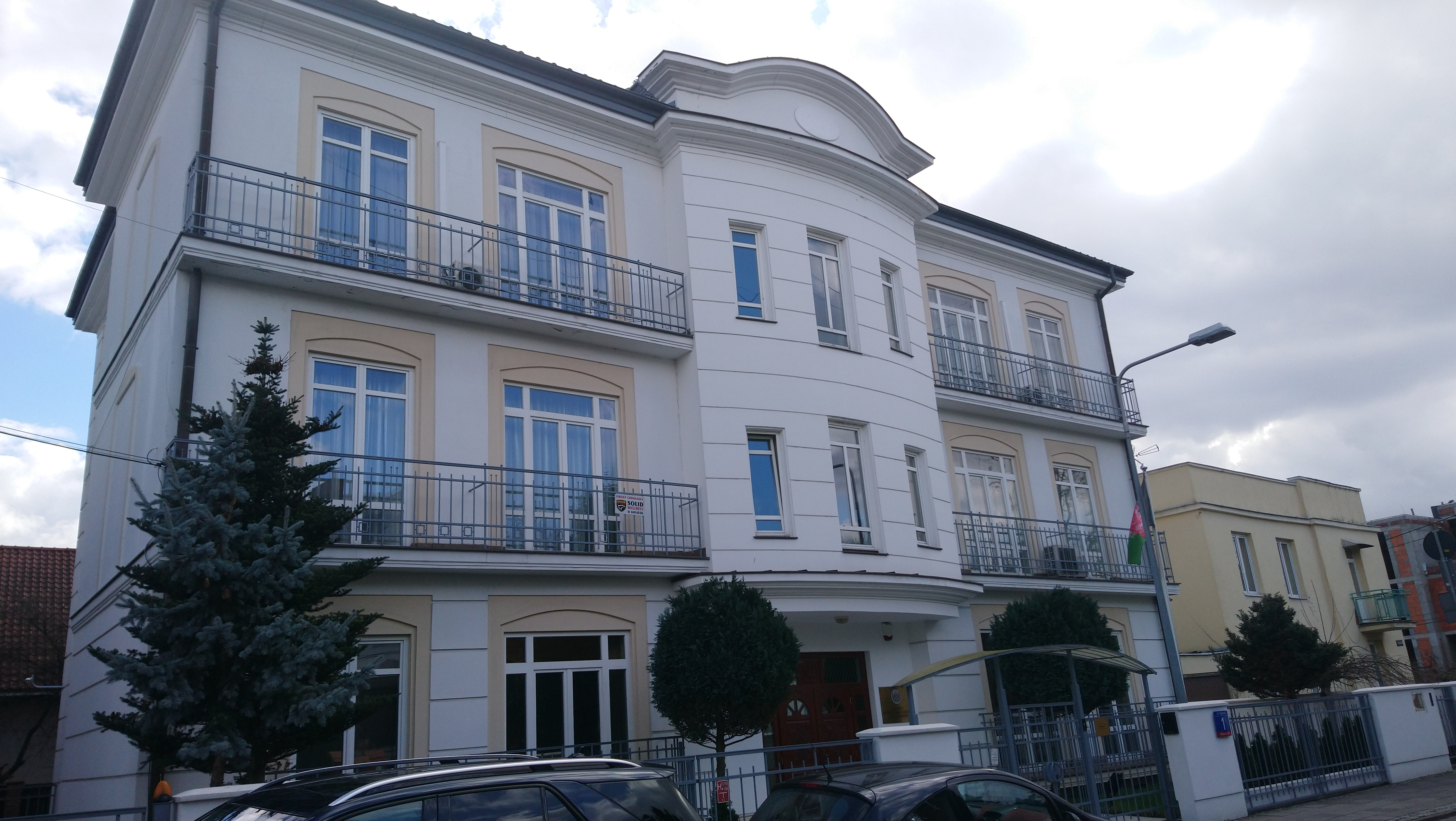
Ambasada Afganistanu w Warszawie

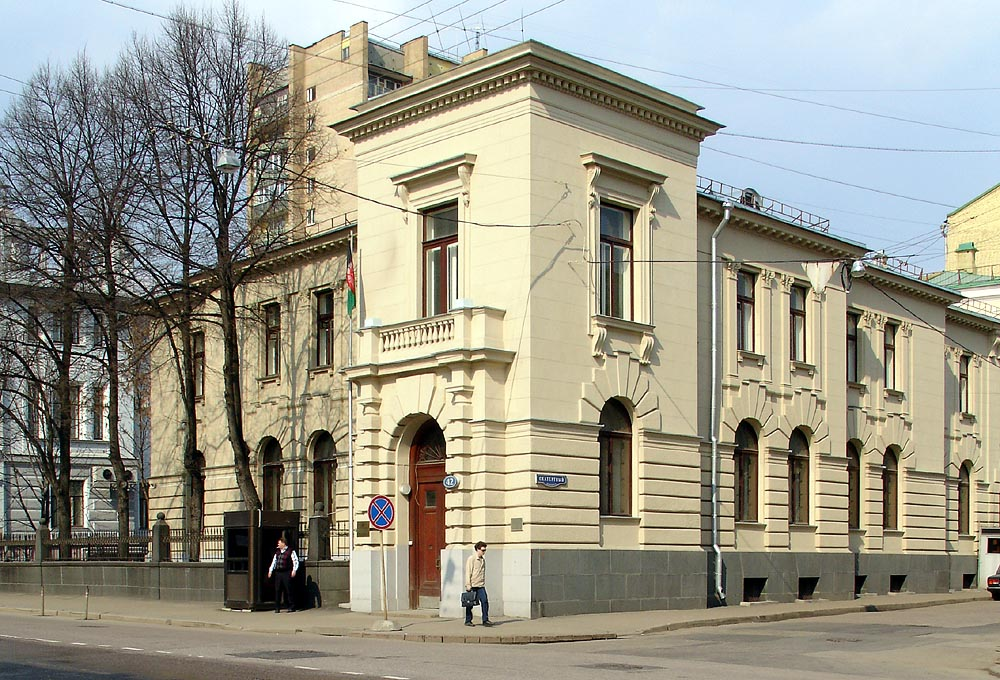
Ambasada Afganistanu w Moskwie

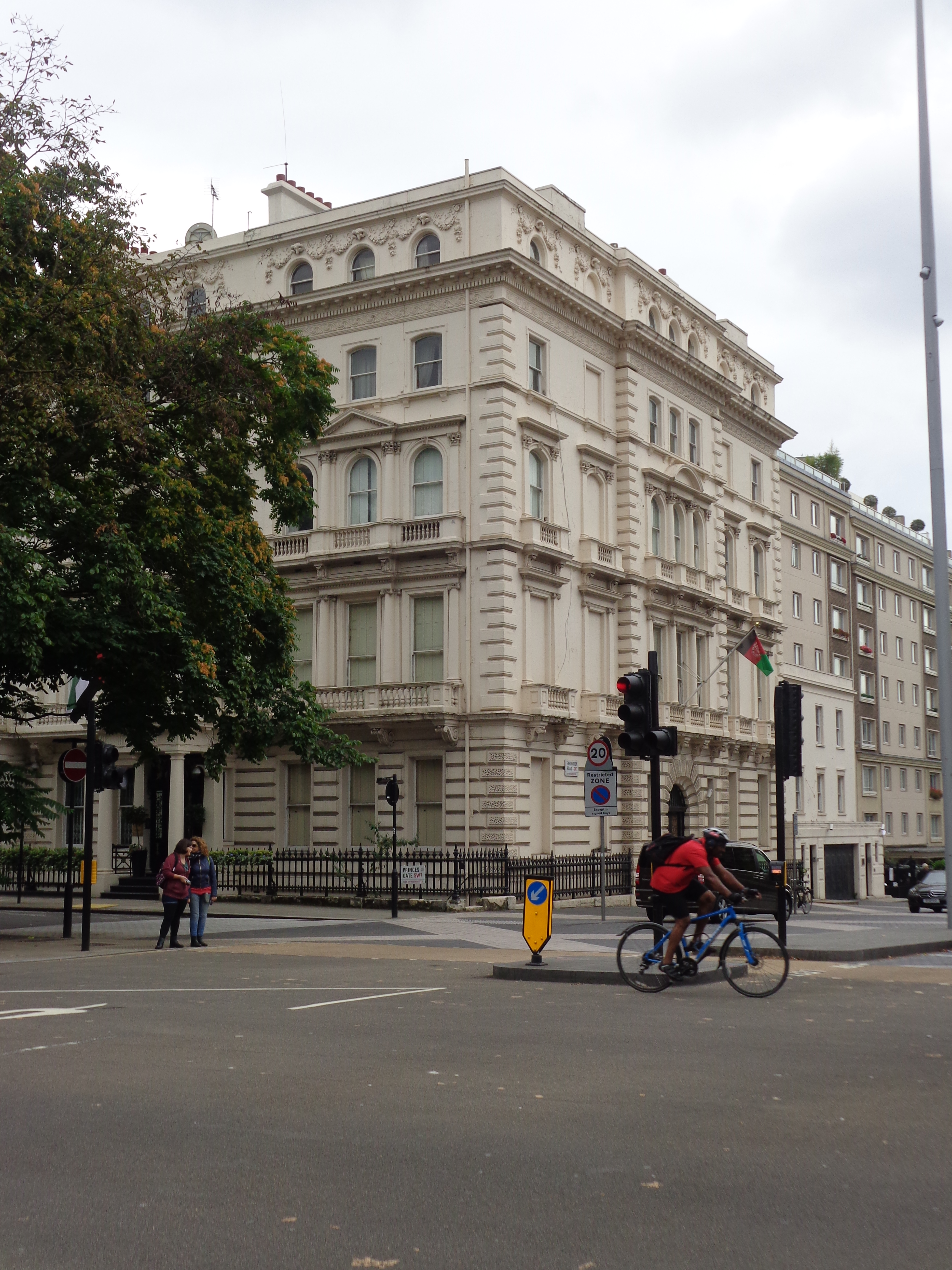
Ambasada Afganistanu w Londynie

- Austria
  - Wiedeń (ambasada)
- Belgia
  - Bruksela (ambasada)
- Bułgaria
  - Sofia (ambasada)
- Czechy
  - Praga (ambasada)
- Francja
  - Paryż (ambasada)
- Hiszpania
  - Madryt (ambasada)
- Holandia
  - Haga (ambasada)
- Niemcy
  - Berlin (ambasada)
  - Bonn (konsulat generalny)
- Norwegia
  - Oslo (ambasada)
- Polska
  - Warszawa (Ambasada)
- Rosja
  - Moskwa (ambasada)
- Szwecja
  - Sztokholm (ambasada)
- Turcja
  - Ankara (ambasada)
  - Stambuł (konsulat generalny)
- Ukraina
  - Kijów (ambasada)
- Wielka Brytania
  - Londyn (ambasada)
- Włochy
  - Rzym (ambasada)

## Ameryka Północna, Środkowa i Karaiby

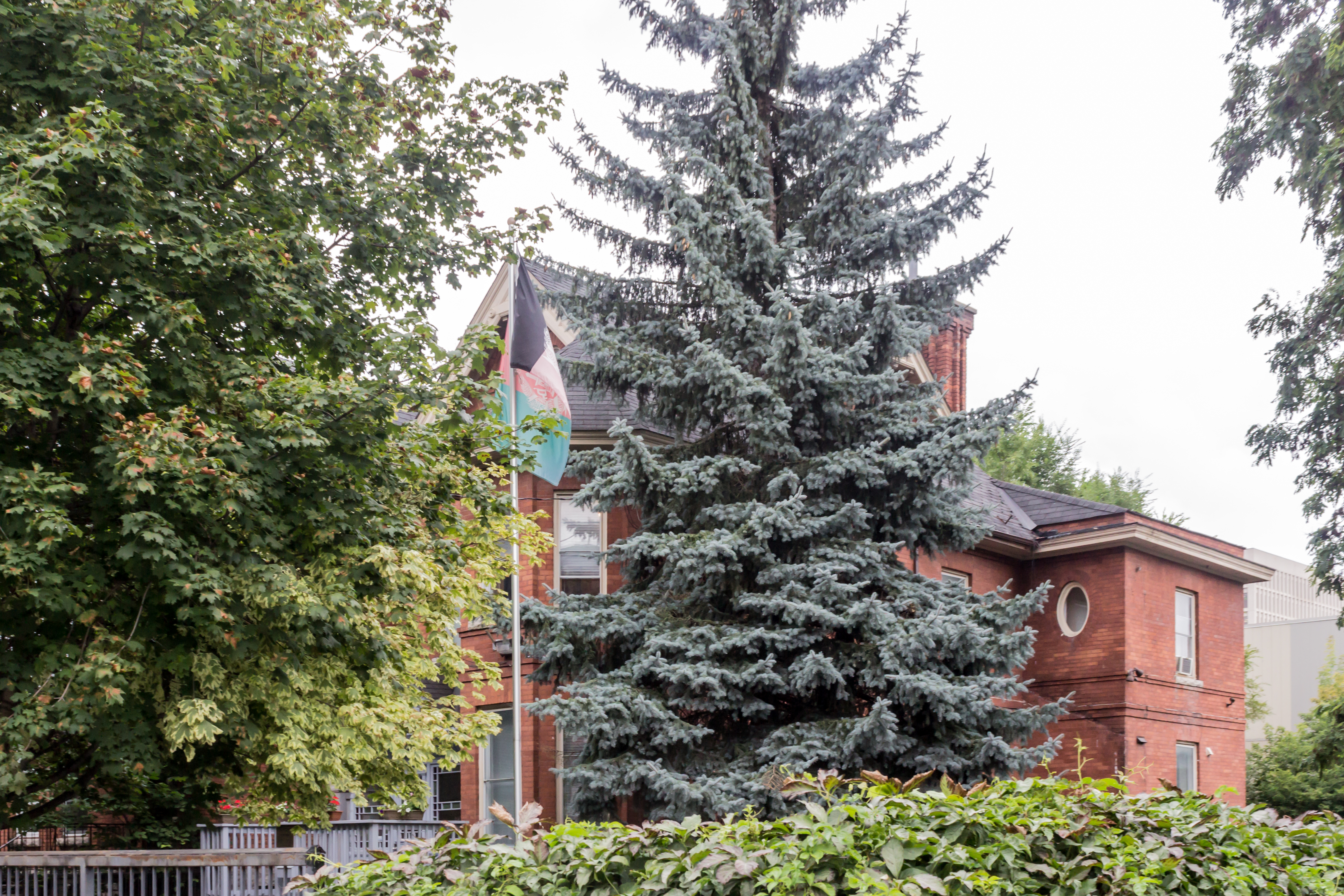
Ambasada Afganistanu w Ottawie

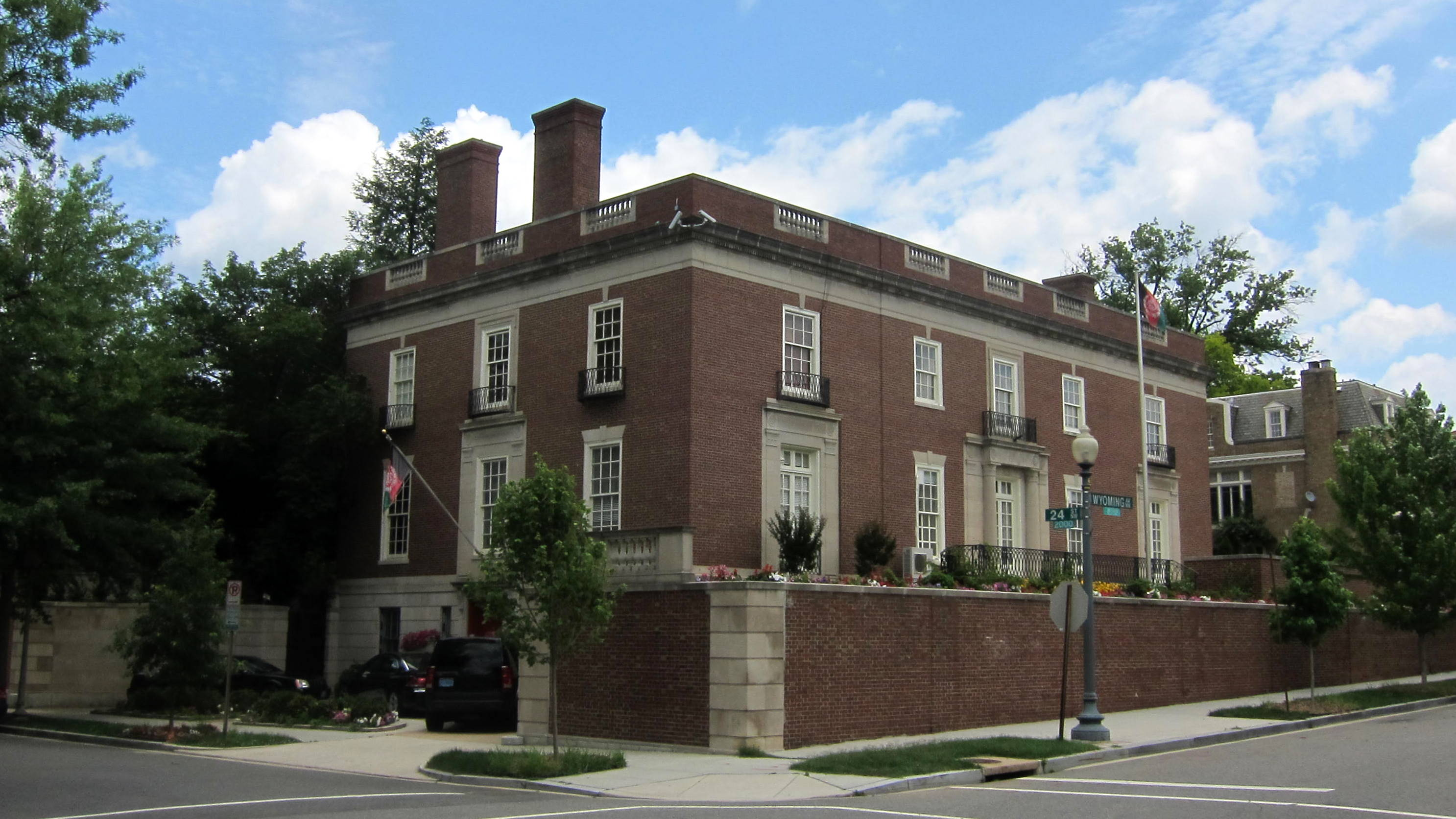
Ambasada Afganistanu w Waszyngtonie

- Kanada
  - Ottawa (ambasada)
  - Toronto (konsulat generalny)
  - Vancouver (konsulat generalny)
- Stany Zjednoczone
  - Waszyngton (ambasada)
  - Los Angeles (konsulat generalny)
  - Nowy Jork (konsulat generalny)

## Afryka
- Egipt
  - Kair (ambasada)

## Azja

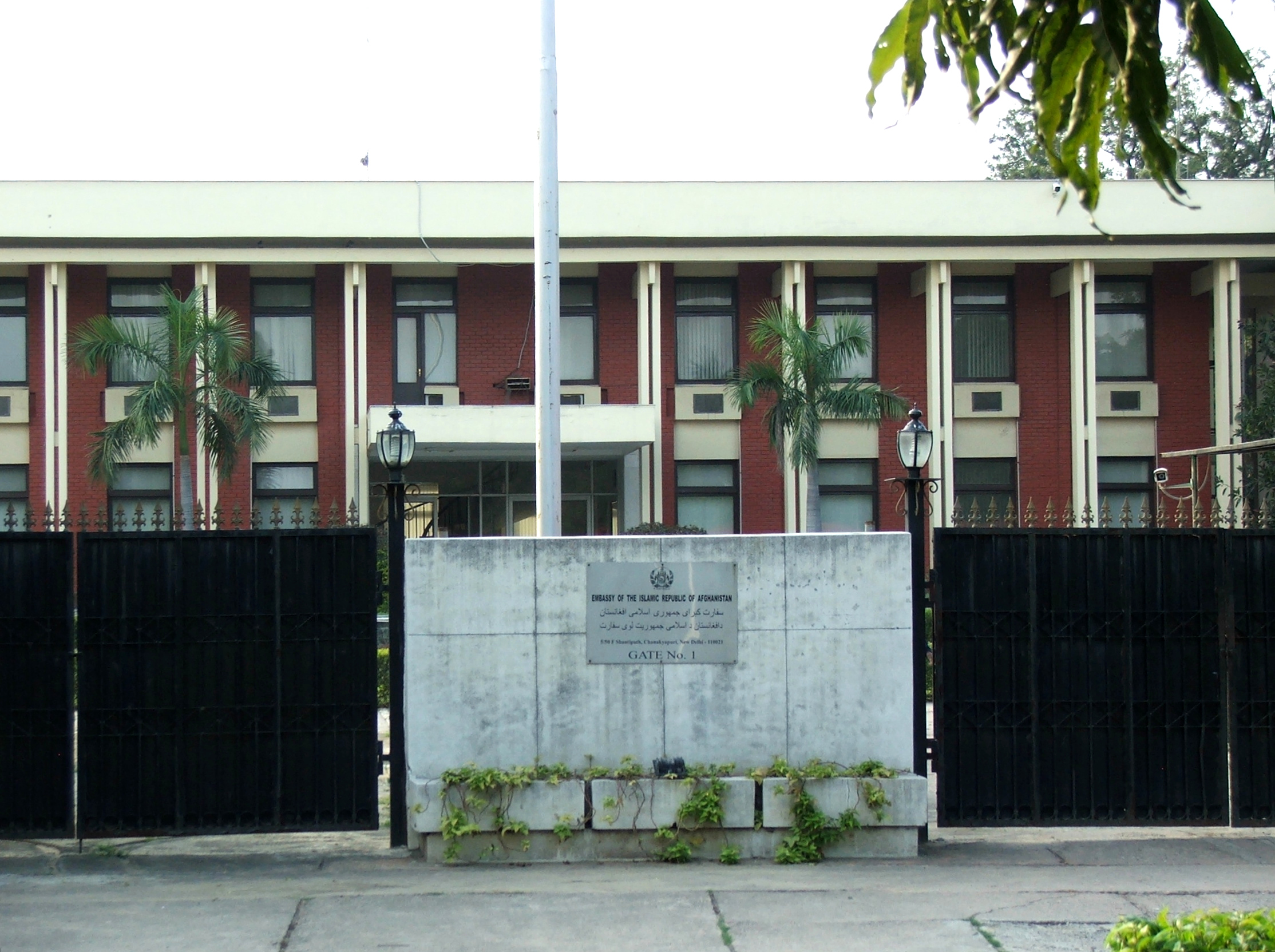
Ambasada Afganistanu w Nowym Delhi

- Arabia Saudyjska
  - Rijad (ambasada)
  - Dżudda (konsulat generalny)
- Azerbejdżan
  - Baku (ambasada)
- Bangladesz
  - Dhaka (ambasada)
- Chiny
  - Pekin (ambasada)
- Indie
  - Nowe Delhi (ambasada)
  - Bombaj (konsulat generalny)
- Indonezja
  - Dżakarta (ambasada)
- Iran
  - Teheran (ambasada)
  - Meszhed (konsulat generalny)
  - Zahedan (konsulat generalny)
- Irak
  - Bagdad (ambasada)
- Japonia
  - Tokio (ambasada)
- Jordania
  - Amman (ambasada)
- Katar
  - Doha (ambasada)
- Kazachstan
  - Astana (ambasada)
- Kirgistan
  - Biszkek (ambasada)
- Korea Południowa
  - Seul (ambasada)
- Kuwejt
  - Kuwejt (ambasada)
- Malezja
  - Kuala Lumpur (ambasada)
- Oman
  - Maskat (ambasada)
- Pakistan
  - Islamabad (ambasada)
  - Karaczi (konsulat generalny)
  - Kweta (konsulat generalny)
  - Peszawar (konsulat generalny)
- Sri Lanka
  - Kolombo (ambasada)
- Tadżykistan
  - Duszanbe (ambasada)
  - Chorog (konsulat generalny)
- Turkmenistan
  - Aszchabad (ambasada)
- Uzbekistan
  - Taszkent (ambasada)
- Zjednoczone Emiraty Arabskie
  - Abu Zabi (ambasada)
  - Dubaj (konsulat generalny)

## Australia i Oceania

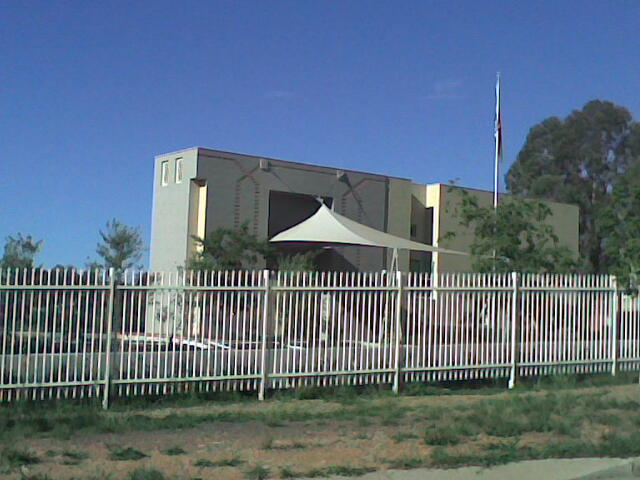
Ambasada Afganistanu w Canberze

- Australia
  - Canberra (ambasada)

## Organizacje międzynarodowe
- ONZ
  - Nowy Jork – Stałe Przedstawicielstwo przy Organizacji Narodów Zjednoczonych
  - Genewa – Stałe Przedstawicielstwo przy Biurze Narodów Zjednoczonych i innych organizacjach
  - Wiedeń – Stałe Przedstawicielstwo przy Biurze Narodów Zjednoczonych
- Dżudda – Przedstawicielstwo przy Organizacji Współpracy Islamskiej
- Bruksela – Delegacja przy Unii Europejskiej